# Lingua Video
Lingua-Video.com (Lingua-Video.com Medien GmbH) ist ein Filmverlag für Bildungsfilme mit Sitz in Bonn. Ein zweites Büro befindet sich in Hamburg. Das Filmprogramm des Verlags richtet sich speziell an Schulen, Bibliotheken, Universitäten und Medienzentren. Geschäftsführende Gesellschafterinnen sind Cäcilia Simon und Jeannine Simon.

## Geschichte
Lingua-Video.com wurde 1989 von Cäcilia Simon in Königswinter gegründet. Die Grundidee bestand darin, originalsprachige Filme für die Fremdsprachenausbildung an Schulen und Bildungseinrichtungen zur Verfügung zu stellen. Neben diesem Kerngeschäft wurde das Filmprogramm im Laufe der Unternehmensgeschichte um gesellschaftspolitisch relevante Themen in deutscher Sprache erweitert. 2006 verlegte Lingua-Video.com seinen Sitz nach Bonn. 2008 wurde neben dem Bonner Hauptsitz ein weiteres Büro in Hamburg eröffnet. Lingua-Video.com ist jedes Jahr auf der Bildungsfachmesse didacta vertreten.

## Programm
Lingua-Video.com bietet Filme in englischer, französischer, spanischer und deutscher Sprache an. Das Programm umfasst klassische und moderne Literaturverfilmungen, Theaterinszenierungen, landeskundliche, geschichtliche und sozialkritische Dokumentationen, Spielfilme und Künstlerbiographien.
Der Verlag versorgt Schulen, Medienzentren und Bibliotheken im Fach Deutsch und in den Fremdsprachen mit Filmen, die in den Lehrplänen vorgesehen und auf Schullektüren abgestimmt sind. Im Fremdsprachenunterricht weit verbreitete Filme von Lingua-Video.com sind z. B. Quiero ser (spanisch)
oder Pas d'histoires! 12 regards sur le racisme au quotidien (französisch).
Die Filme von Lingua-Video.com werden als DVD, DVD-ROM und über die Online-Distribution auf geschlossenen Bildungsservern angeboten.
Unter der Produktlinie Lingua-Video didactics veröffentlicht der Verlag didaktische Materialien, die im Verbund mit den dazugehörigen Filmen vertrieben werden (DVD-ROM).

## Bekannte Filme
Beispiele für Filme von Lingua-Video.com sind Michael Kohlhaas – der Rebell von Regisseur Volker Schlöndorff, Rolltreppe abwärts, die Verfilmung des gleichnamigen Bestsellers von Hans-Georg Noack, und Poem – Ich setzte den Fuß in die Luft und sie trug von Ralf Schmerberg.
Außerdem veröffentlichte Lingua-Video.com die Poetry Clips von Bas Böttcher.

## Preise und Auszeichnungen
Im April 2011 wurde der von Lingua-Video.com initiierte Film Sprich mit! mit dem Hauptstadtpreis für Integration und Toleranz des Vereins Initiative Hauptstadt Berlin ausgezeichnet.